# Florestan Bonnaire
Pour les articles homonymes, voir Bonnaire.
Florestan Bonnaire est un homme politique français né le 10 août 1803 à Angoulême (Charente) et mort le 23 août 1878 à Nice (Alpes-Maritimes).

## Biographie
Fils de Félix Bonnaire, ancien député, il est notaire à Paris. Il est député du Cher de 1844 à 1846, siégeant d'abord avec les libéraux, avant de se rallier au gouvernement.

## Sources
- « Florestan Bonnaire », dans Adolphe Robert et Gaston Cougny, Dictionnaire des parlementaires français, Edgar Bourloton, 1889-1891 [détail de l’édition]